# Одриконь
Одриконь (пол. Odrzykoń) — колишнє місто, а зараз село в Польщі, у гміні Вояшувка Кросненського повіту Підкарпатського воєводства. Раніше було центром гміни.
Населення — 3068 осіб (2011).

## Історія
Про давнє городище на місці села відомо з давньоруських часів — 966 року. У населеному пункті був дерев'яний замок, його у 1241 і 1259 роках руйнували монголо-татари. Первісним населенням були русини-лемки, які з часом полонізувались. Вони належали до греко-католицької парафії Ванівка Короснянського деканату. У спогадах патріарх Київський і всієї України Димитрій (Ярема) відзначає, що у польських перекладах початковою назвою населеного пункту ще з руських часів була Одерикінь.
У 1975—1998 роках село належало до Кросненського воєводства.

## Демографія
Демографічна структура станом на 31 березня 2011 року:
|          | Загалом | Допрацездатний вік | Працездатний вік | Постпрацездатний вік |
| -------- | ------- | ------------------ | ---------------- | -------------------- |
| Чоловіки | 1488    | 289                | 1019             | 180                  |
| Жінки    | 1580    | 321                | 899              | 360                  |
| Разом    | 3068    | 610                | 1918             | 540                  |

## Уродженці
- Юзеф Панас (1887—1940) — польський суспільний діяч, письменник, публіцист.